# Samtgemeinde Rethem (Aller)
Die Samtgemeinde Rethem (Aller) ist eine Samtgemeinde im Landkreis Heidekreis in Niedersachsen. In ihr haben sich vier Gemeinden zur Erledigung ihrer Verwaltungsgeschäfte zusammengeschlossen. Der Sitz der Verwaltung der Samtgemeinde befindet sich im historischen Rathaus der Stadt Rethem. Die Samtgemeinde ist Mitglied im Zweckverband Aller-Leine-Tal.

## Geografie
Durch die Samtgemeinde fließt die Aller.

### Samtgemeindegliederung
Zur Samtgemeinde Rethem (Aller) gehören die folgenden vier Mitgliedsgemeinden:
| Name der Gemeinde     | Einwohner (31. Dezember 2023) |
| --------------------- | ----------------------------- |
| Böhme                 | 936                           |
| Frankenfeld           | 506                           |
| Häuslingen            | 799                           |
| Rethem (Aller), Stadt | 2308                          |

## Geschichte
Im Zuge der Gebietsreform entstand zum 1. März 1974 die Samtgemeinde Rethem/Aller. Sie wurde aus zwölf bis dahin selbstständigen Gemeinden gebildet. Diese sind: Stadt Rethem, Stöcken, Wohlendorf (Stadt Rethem), Frankenfeld, Hedern, Bosse (Gemeinde Frankenfeld), Böhme, Bierde, Altenwahlingen, Kirchwahlingen (Gemeinde Böhme), Groß Häuslingen, Klein Häuslingen (Gemeinde Häuslingen).

## Politik

### Samtgemeinderat
Der Rat der Samtgemeinde Rethem (Aller) besteht aus 14 Ratsfrauen und Ratsherren. Dies ist die festgelegte Anzahl für eine Gemeinde mit einer Einwohnerzahl zwischen 3.001 und 5.000 Einwohnern. Die Ratsmitglieder werden durch eine Kommunalwahl für jeweils fünf Jahre gewählt. Die aktuelle Amtszeit begann am 1. November 2021 und endet am 31. Oktober 2026.
Stimmberechtigt im Rat der Samtgemeinde ist darüber hinaus der direkt gewählte hauptamtliche Samtgemeindebürgermeister.
Die Kommunalwahl am 12. September 2021 ergab für die Wahlperiode von 2021 bis 2026 das folgende Ergebnis:
- CDU – 4 Sitze
- SPD – 4 Sitze
- Alle(r) Samtgemeinde Liste Rethem (ASGL) – 3 Sitze
- Bürgerliste Samtgemeinde Rethem Aller (BRA) – 3 Sitze

Die Wahlbeteiligung lag bei 66,13 %.

### Samtgemeindebürgermeister
Bis 2001 wurde aus der Mitte des Samtgemeinderates ein ehrenamtlicher Bürgermeister gewählt. Die Verwaltungsgeschäfte wurden von einem im Hauptamt tätigen Samtgemeindedirektor wahrgenommen. Seit 2001 wird der Samtgemeindebürgermeister in einer direkten Wahl von allen Wahlberechtigten gewählt und ist hauptamtlich tätig. Hauptamtlicher Samtgemeindebürgermeister der Samtgemeinde Rethem (Aller) ist seit 2021 Björn Symank (CDU), der sich bei der Kommunalwahl 2021 gegen zwei Gegenkandidatinnen durchsetzte. Er wurde von der CDU als Kandidat nominiert und von der SPD im Wahlkampf unterstützt.
Die Bürgermeister der Samtgemeinde Rethem seit der Gründung am 1. März 1974 waren:
- 1974–1991: Friedrich Dunker (*1920–2000)
- 1991–2001: Karl-Dieter Oestmann (* 1934)
- 2001–2006: Rainer Schmuck (* 1952)
- 2006–2021: Cort-Brün Voige (* 1962)
- Seit 2021: Björn Symank (* 1978)

Samtgemeindedirektoren als hauptamtliche Leiter der Samtgemeinde gab es in der Zeit vom 1. März 1974 bis zum 31. Oktober 2001. Sie waren:
- 1974–1977: Adolf Breuer (*1915–1995)
- 1977–2001: Horst Ude (*1940–2023)

## Öffentliche Einrichtungen
Nächstgelegene Krankenhäuser sind das Heidekreis-Klinikum in Walsrode, die Aller-Weser-Klinik in Verden und das Mittelweserklinikum (Teil der Rhön-Kliniken) in Nienburg/Weser.
In der Samtgemeinde werden drei Kindergärten (Rethem, Böhme und Groß Häuslingen) sowie eine Grund- und Oberschule (beide in Rethem) vorgehalten.
Für den abwehrenden Brandschutz sorgt eine Freiwillige Feuerwehr mit sieben Ortsfeuerwehren. In Rethem ist ein Rettungszentrum vorhanden, das neben einer Polizeistation auch einen Stützpunkt der Johanniter Unfallhilfe, ein DLRG Boot sowie die Ortsfeuerwehr der Stadt Rethem beherbergt.